# Кежовица
Кежо̀вица или Щипска баня (на македонска литературна норма: Кежовица, Штипска Бања) е квартал на град Щип, балнеоложки курорт в Северна Македония, която включва минералните извори Кежовица и Лъджи. Намира се в югозападния край на Щип, близо до Ново село и река Брегалница. Банята Кежовица е свързана с шосе към Щип, Велес, Струмица и с жп транспорт. Отдалечена е на около 2 km югозападно от центъра, в самия край на Ново село. Надморската височина на местността е 262 m. Физикалната терапия разполага с 50 легла, за които се грижат четирима лекари-специалисти, един интернист и 30 физиотерапевти и медицински сестри. В комплекса се възстановяват и спортисти, които са претърпели травми.
Термално-минералните извори на терена излизат от два извора. Първият – Лъджи се намира на дясната страна на Брегалница, а Кежовица – също е от дясната страна на реката, но на южната част на рида. Водата, която извира от Кежовица, е с температура от 64 градуса по Целзий и е подходяща за лечение на неврологични и гинекологични болести, както и за хора в период на възстановяване след физически травми.